# Bismarckstraße (metrostation)
Bismarckstraße is een station van de metro van Berlijn, gelegen onder de kruising van de Bismarckstraße en de Wilmersdorfer Straße in het Berlijnse stadsdeel Charlottenburg. Het metrostation werd op 28 april 1978 geopend als overstapstation voor de reeds bestaande U2 en de tegelijkertijd naar het noordwesten verlengde U7. Op de U2 bestond van 1906 tot 1929 ook al een station met de naam Bismarckstraße, dit station heet tegenwoordig Deutsche Oper.

## Geschiedenis
Vanaf de jaren 1960 werd het West-Berlijnse metronet flink uitgebreid, deels om de opheffing van het trambedrijf en de boycot van de door de Oost-Duitse spoorwegen bedreven S-Bahn te compenseren. Een van de lijnen die in deze periode ontstond was de tangentiële lijn 7.
Voor de verlenging van deze lijn richting Spandau werd gebruikgemaakt van een reeds bestaand tunneltraject tussen de stations Deutsche Oper en Richard-Wagner-Platz waarover tot 1970 een pendeldienst bestond. Dit traject zou voortaan niet meer naar het oosten afbuigen onder de Bismarckstraße, maar doorgetrokken worden naar het zuiden om op lijn 7 aan te sluiten. Door het wegvallen van de pendeldienst werd een overstapstation nodig op de plek waar de nieuwe lijn de toenmalige lijn 1 (nu U2) kruist, slechts een kleine 400 meter ten westen van station Deutsche Oper.
Nadat de 70 jaar oude tunnel naar de Richard-Wagner-Platz gesaneerd (feitelijk herbouwd) was begon de bouw van station Bismarckstraße. De perrons werden voor een snelle overstap in een rechte hoek boven elkaar aangelegd. In het onderste niveau bouwde men een 110 meter lang eilandperron voor lijn 7 en in het bovenste niveau werden twee zijperrons aangelegd om de reeds bestaande sporen niet te hoeven verplaatsen. Beide niveaus zijn door middel van trappen en roltrappen met elkaar verbonden. De uitgangen van het station leiden van het bovenste niveau naar de Wilmersdorfer Straße; het onderste perron heeft geen directe uitgangen naar de straat. In 1990 werd station Bismarckstraße met liften uitgerust.

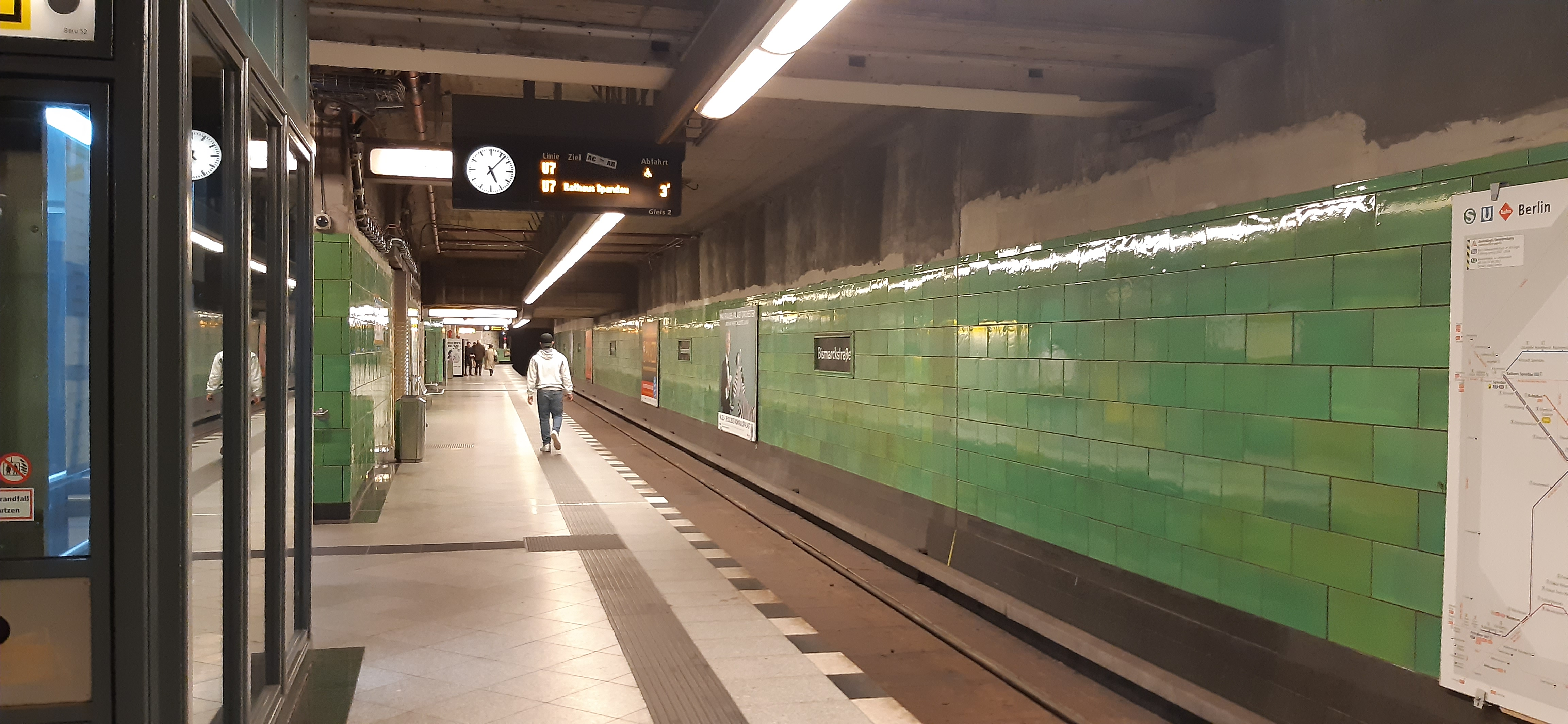
Perron van U7

Beide perronhallen werden ontworpen door Rainer Rümmler. De wanden langs de sporen van de U7 kregen een bekleding van aluminium platen, afgewisseld door zwarte elementen. In het station van de U2 domineren de kleuren groen en geel. Het ontwerp van het station is atypisch, aangezien de meeste stations op het noordwestelijke deel van de U7 met mozaïeken versierd zijn en de aangrenzende stations op de U2 alle minstens 70 jaar ouder zijn.